# Eddie (film)
Eddie (titlu original: Eddie) este un film american sportiv de comedie din 1996 regizat de Steve Rash.  Rolurile principale au fost interpretate de actorii Frank Langella, Dennis Farina și Whoopi Goldberg. Filmul a avut un profit minim la box office, încasând 31.387.164 de dolari în SUA la un buget de peste 30 de milioane.

## Distribuție
- Whoopi Goldberg - Edwina „Eddie” Franklin
- Frank Langella - William „Wild Bill” Burgess
- Dennis Farina - Antrenorul John Bailey
- Richard Jenkins - Carl Zimmer
- Lisa Ann Walter - Claudine
- John Benjamin Hickey - Joe Nader
- John Salley - Nate Wilson
- Mark Jackson - Darren "Preacher" Taylor
- Malik Sealy - Stacy Patton
- Dwayne Schintzius - Ivan Radovadovitch
- Rick Fox - Terry Hastings
- Greg Ostertag - Joe Sparks
- Vernel Singleton - Jamal Duncan
- John DiMaggio - muncitor în construcții

Jucători din mai multe echipe NBA au jucat roluri majore, inclusiv Alex English ca antrenorul celor de la Cleveland Cavaliers, Dwayne Schintzius, Greg Ostertag și Rick Fox. Dennis Rodman, Muggsy Bogues, Vinny Del Negro, Vlade Divac, Bobby Phills, J. R. Reid, Terrell Brandon, Brad Daugherty, Mitch Richmond, Avery Johnson, Corie Blount, Larry Johnson, Randy Brown, Olden Polynice și Scott Burrell au apărut în propriile roluri. Gary Payton, Anthony Mason, Herb Williams și John Starks au apărut ca jucători de stradă.  Kurt Rambis a apărut ca antrenor principal al echipei Lakers. Chris Berman, Marv Albert și Walt Frazier au apărut și ei în film în calitate de comentatori radio.
În film au apărut și Donald Trump, Rudy Giuliani, Ed Koch, Fabio și David Letterman. Gene Anthony Ray (care l-a interpretat pe Leroy atât în serialul Fame cât și în filmul din 1980) apare și ca un coregraf asociat, una dintre ultimele sale contribuții la un film înainte de moartea sa în 2003.  
În timpul producției filmului, Goldberg și Langella au început să se întâlnească; relația lor romantică a durat până în 2001. 